# Rick Muther
Rick Muther (* 13. August 1935 in Laguna Beach, Kalifornien; † 12. März 1995 in San Juan, Washington) war ein US-amerikanischer Autorennfahrer.

## Karriere

### Monopostosport
Rick Muther war von Mitte der 1960er bis Mitte der 1970er Jahre im US-amerikanischen Motorsport tätig, blieb einer größeren Motorsportgemeinde jedoch weitgehend unbekannt.
Muther fuhr zwischen 1967 und 1976 regelmäßig in der USAC-Serie. Er gehörte zu jenen Piloten, die zwar die Felder füllen, sich aber nie ganz vorne platzieren können. So blieben die beiden fünften Plätze, errungen 1968 beim Rennen in Riverside und 1972 in Milwaukee seine besten Platzierungen bei 46 Starts.
Immerhin konnte sich Muther dreimal für die 500 Meilen von Indianapolis qualifizieren, fünfmal scheiterte er in der Qualifikation. Sein Debüt gab er 1970, wo er mit dem achten Rang seine beste Zielankunft erreichte. 1980 versuchte er ein Comeback, als ihm Penske ein Auto zur Verfügung stellte, Murther schaffte aber die Qualifikationshürde wieder nicht und zog sich vom Rennsport zurück.

### Sportwagenrennen
Rick Muther bestritt zwischen 1960 und 1967 30 Sportwagenrennen, von denen er zwei gewinnen konnte. Beide Erfolge feierte er bei nationalen Rennen in den Vereinigten Staaten. Sein größter Erfolg im internationalen Sportwagensport war der vierte Rang beim 2000-km-Rennen von Daytona 1965.
Muther starb 1995 an Krebs.

## Statistik

### Einzelergebnisse in der Sportwagen-Weltmeisterschaft
| Saison | Team                         | Rennwagen      | 1   | 2   | 3   | 4   | 5   | 6   | 7   | 8   | 9   | 10  | 11  | 12  | 13  | 14  | 15  | 16  | 17  | 18  | 19  | 20  |
| ------ | ---------------------------- | -------------- | --- | --- | --- | --- | --- | --- | --- | --- | --- | --- | --- | --- | --- | --- | --- | --- | --- | --- | --- | --- |
| 1965   | Carroll Shelby International | Shelby Daytona | DAY | SEB | BOL | MON | MON | RTT | TAR | SPA | NÜR | MUG | ROS | LEM | REI | BOZ | FRE | CCE | OVI | NÜR | BRI | BRI |
| 1965   | Carroll Shelby International | Shelby Daytona | 4   |     |     |     |     |     |     |     |     |     |     |     |     |     |     |     |     |     |     |     |